# Heliový záblesk
Heliový záblesk je název pro náhlé zažehnutí heliové fúze v jádru hvězd, jejichž hmotnost nepřesahuje 2,25 násobek hmotnosti Slunce {\displaystyle M_{\odot }}. K heliovému záblesku také může dojít na povrchu bílých trpaslíků, je-li jejich materiál doplňován z jiné hvězdy.

## Heliový záblesk v jádru hvězdy
U hvězd, jejichž hmotnost je menší než 2,25 násobek hmotnosti Slunce nastává heliový záblesk po spálení veškerého vodíku v jádře a tlak plynu již nemůže dále vyrovnávat gravitační působení horních vrstev. Vlivem gravitačního kolapsu dojde ke smrštění hvězdy, nárůstu teploty a tlaku v jádře. Z materiálu v jádře se stává degenerovaný plyn.
Vlivem teploty dojde k expanzi vnějších vrstev a z hvězdy se stává červený obr. Když teplota v jádře stoupne na řádově 100×106 K, dojde k zapálení heliové fúze v jádře. Heliová jádra vzniklá během proton-protonového cyklu se začnou během 3-alfa procesu spojovat za vzniku jader uhlíku.
Protože degenerovaný plyn je dobrý vodič tepla, dochází k rychlému zahřátí dalších oblastí jádra. To vede k rychlému rozšíření oblasti, ve které probíhá heliová fúze. Objem jádra se však v této chvíli nemění a tlak v jádře neklesá. Reakce probíhá mnohonásobně rychleji než při normální produkci energie. Navenek se zapálení heliové fúze projeví náhlým zjasněním hvězdy. Rychlá produkce energie pokračuje do té doby, než zvýšená teplota vyrovná vzniklý tlak a materiál v jádře přestane být degenerovaný. Jádro pak expanduje a dojde k ochlazení a reakce pokračují stabilním spalováním helia. Hvězda se stane hvězdou tzv. horizontální větve. U Slunce dojde k heliovému záblesku asi za 5 - 6 miliard let.

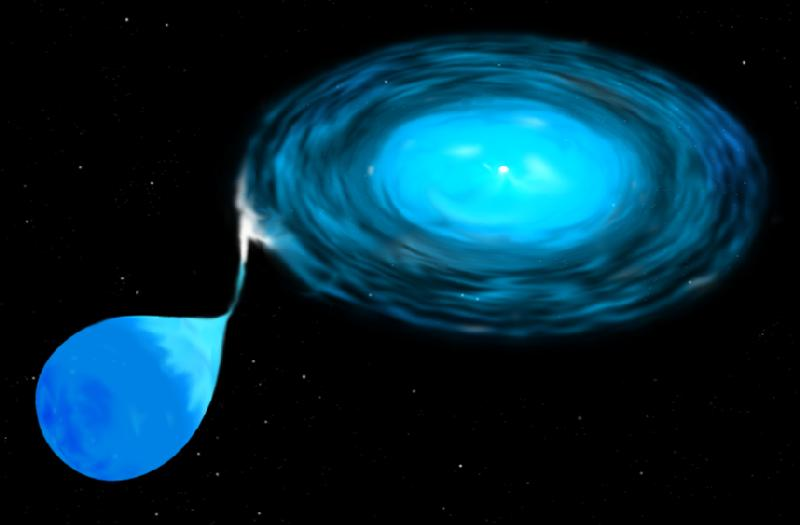
Akreční disk kolem bílého trpaslíka v binárním hvězdném systému

U hvězd o hmotnosti vyšší než 2,25 hmotností Slunce nedochází ke vzniku heliového záblesku, protože jejich jádro neprochází stavem degenerovaného plynu.

## Heliový záblesk na povrchu bílého trpaslíka
Pokud se bílý trpaslík nachází v binární nebo vícenásobné soustavě s hvězdou, která obsahuje dostatek helia, může tento materiál přecházet z této hvězdy za vzniku akrečního disku na povrch bílého trpaslíka. Toto helium může vytvořit povrchovou slupku a pokud se stane dostatečně silnou, může dojít k heliovému záblesku, který se projeví jako nova.